# Skeptical Inquirer
Skeptical Inquirer to amerykański dwumiesięcznik publikowany przez Committee for Skeptical Inquiry (CSI). Podtytuł miesięcznika to The Magazine for Science and Reason (Magazyn o nauce i rozumie). W roku 2016 święcił swoją czterdziestą rocznicę powstania. Przez większość czasu czasopismo było publikowane przez organizację Committee for the Scientific Investigation of Claims of the Paranormal, znaną pod akronimem CSICOP. W roku 2006 organizacja ta skróciła swoją nazwę do Committee for Skeptical Inquiry (CSI) i rozszerzyła swoją misję.

## Misja
Misja organizacji, zatwierdzona w 2006 roku i wciąż aktualna, brzmi następująco:

The Committee for Skeptical Inquiry promuje naukę i badania naukowe, krytyczne myślenie, edukację naukową i logiczne rozumowanie w badaniu istotnych spraw. Popiera krytyczne badania kontrowersyjnych lub niezwykłych twierdzeń z odpowiedzialnego, naukowego punktu widzenia i rozpowszechnia wśród społeczności naukowej, mediów i społeczeństwa, informację opartą na faktach o wynikach takich badań.

Krótsza wersja misji drukowana jest w każdym numerze czasopisma, w brzmieniu: 

… promuje naukowe badania, krytyczne dochodzenie i logiczne rozumowanie w badaniu kontrowersyjnych lub niezwykłych twierdzeń

 Historia dwóch pierwszych dekad działalności dostępna jest w książce The Encyclopedia of the Paranormal opublikowanej w 1998 roku przez redaktora Skeptical Inquirer Kendricka Fraziera.

## Historia
Czasopismo na początku nazywało się The Zetetic (z Greki, oznacza to sceptycznego poszukiwacza) i na początku naczelnym redaktorem był Marcello Truzzi. Pierwszy numer został oznaczony Jesień/Zima 1976. Wkrótce potem powstał konflikt pomiędzy redaktorem naczelnym, a resztą organizacji CSICOP. Jedna strona była "stanowczo przeciwna nonsensowi, bardziej skora do pójścia ścieżką ofensywną i atakowania nadnaturalnych twierdzeń", a druga strona chciała, by nauka i pseudonauka koegzystowały "w zgodzie". Truzzi opuścił czasopismo i rozpoczął tworzenie innego, pod tytułem The Zetetic Scholar, a CSICOP zmienił nazwę magazynu na Skeptical Inquirer. W roku 1977 naczelnym redaktorem został Kendrick Frazier, wcześniej przez 6 lat redaktor magazynu Science News.
Kurtz zauważył, że jest "olbrzymia społeczna fascynacja pseudonauką" i że jest ona "mocno promowana i nadawany jest jej posmak sensacji przez nieodpowiedzialne media". Zaznaczył, że "naszym zajęciem jest […] zwiększenie zrozumienia jak działa nauka".
Na początku Skeptical Inquirer był rocznikiem. Od 1978 roku stał się kwartalnikiem.
((połączyć)) W latach od 1976 do 1995 magazyn miał mały format. Od 1995 czasopismo powróciło do typowego formatu i stało się dwumiesięcznikiem.

## Zarząd, współpracownicy i pracownicy

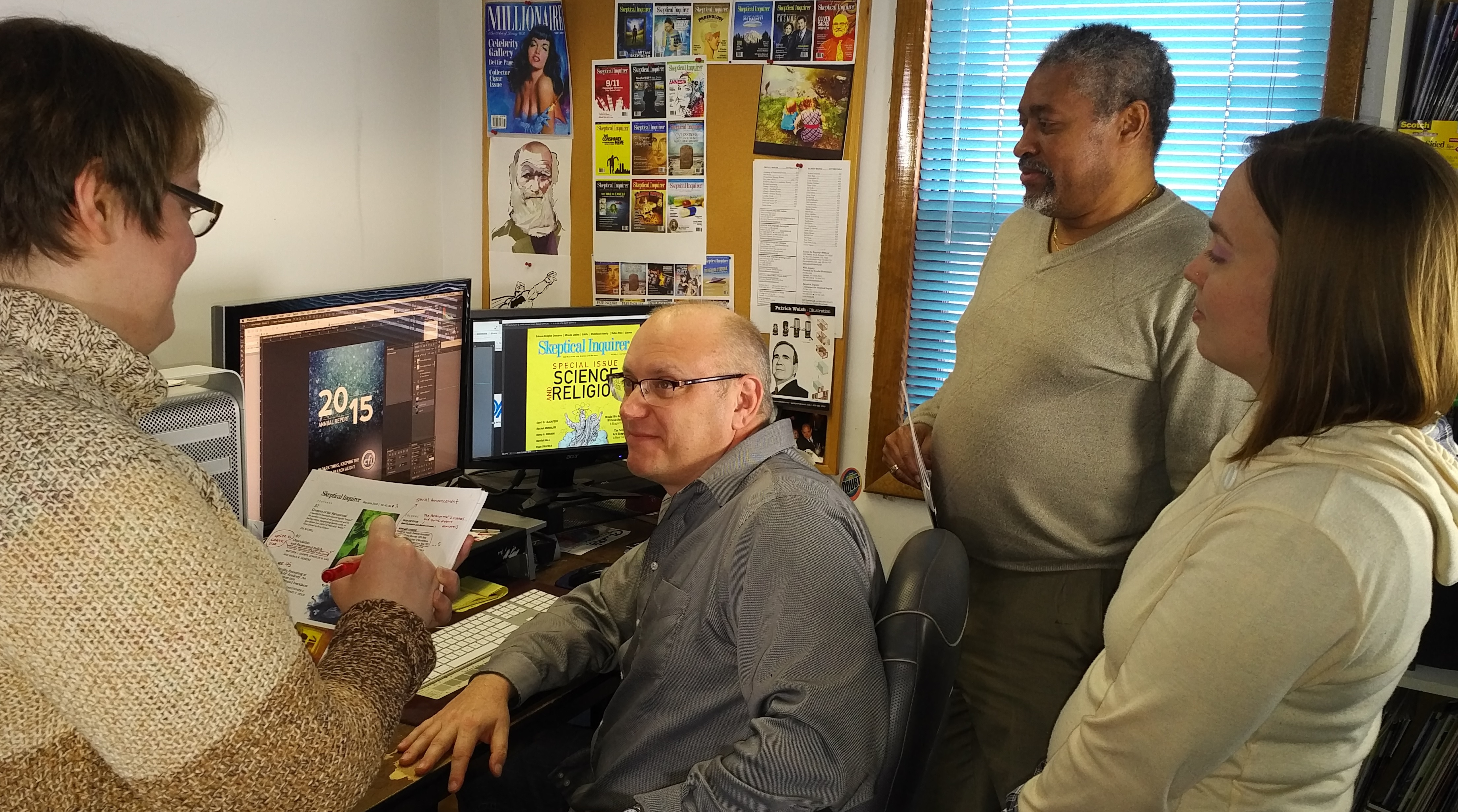
Pracownicy produkcyjni wSkeptical Inquirer w 2016 roku. Od lewej:Julia Lavarnway, Chris Fix, Paul Loynes, Nicole Scott

Czasopismo współtworzone jest przez naukowców, uczonych, badaczy i innych ekspertów. CSI w tej chwili ma ponad 100 ważnych honorowych członków. Należeli do nich m.in. Isaac Asimov, Martin Gardner, Stephen Jay Gould, Carl Sagan i laureaci Nagrody Nobla Francis Crick i Glenn T. Seaborg. Obecnie są wśród nich: Neil deGrasse Tyson, Lawrence Krauss, Richard Dawkins, Jill Tarter, James Randi, Bill Nye, Eugenie Scott, Daniel Dennett, Richard Wiseman, E.O. Wilson, Elizabeth Loftus i laureat Nagrody Nobla Steven Weinberg.
Rada wykonawcza CSI tworzy komitet redakcyjny Skeptical Inquirer. Członkami rady (stan na kwiecień 2016) są: Kendrick Frazier, James Alcock, Harriet A. Hall, Ray Hyman, Scott O. Lilienfeld, Elizabeth Loftus, Steven Novella, Amardeo Sarma, Eugenie Scott, Karen Stollznow, Dave Thomas i Leonard Tramiel. Poza członkami rady wykonawczej, starszy pracownik naukowy magazynu, Joe Nickell, także zasiada w komitecie redakcyjnym. Dyrektor wykonawczy CSI, Barry Karr, jest członkiem ex officio.
Obecnie (stan na kwiecień 2016) redaktorami doradczymi są: Susan Blackmore, Kenneth Feder, Barry Karr, Richard Wiseman, Ed Krupp i Jay Pasachoff. Redaktorami współpracującymi są D.J. Grothe, Harriet A. Hall, Kenneth Krause, David Morrison, James Oberg, Massimo Pigliucci, Robert Sheaffer i Dave Thomas.
- Redaktor naczelny: Kendrick Frazier
- Zastępca redaktora naczelnego: Benjamin Radford
- Redaktor prowadzący: Julia Lavarnway
- Asystent redaktora: Nicole Scott
- Dyrektor artystyczny: Christopher Fix
- Produkcja: Paul E. Loynes
- Webmaster: Matthew Licata
- Przedstawiciel wydawcy:Barry Karr

## Galeria

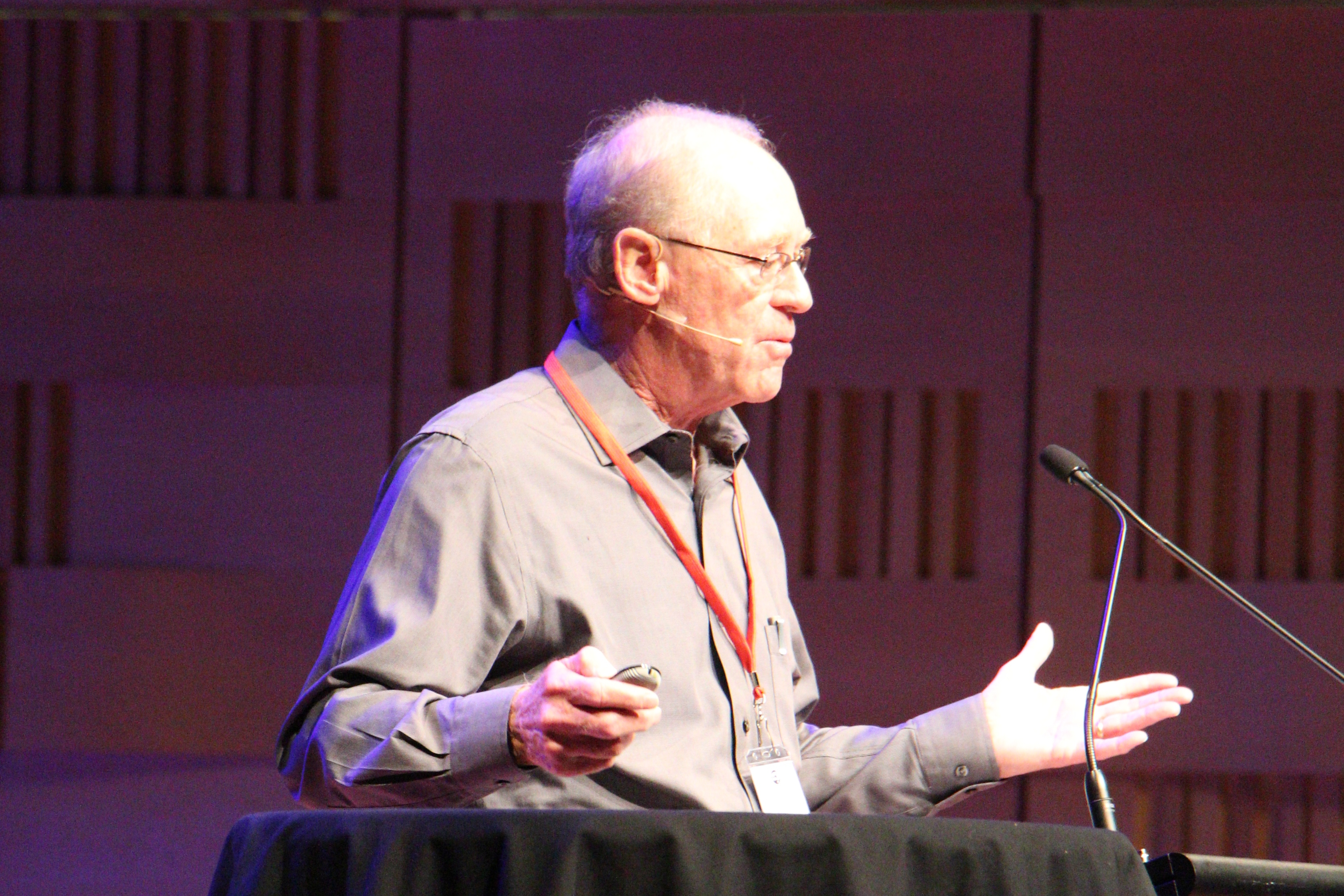
Australijska Konwencja Sceptyków – Sydney 2014 – Ken Fraser
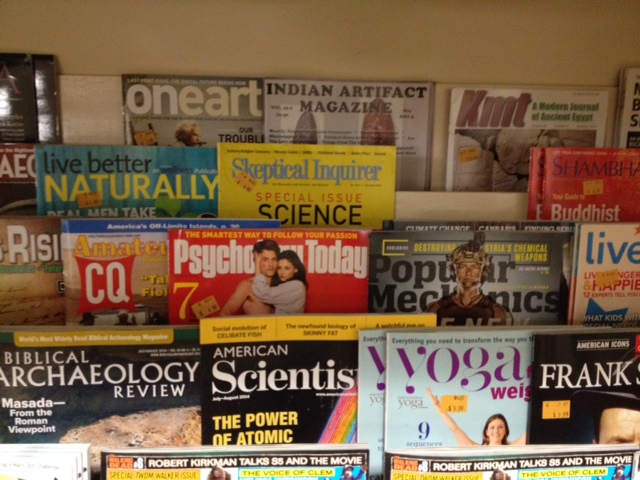
Czasopismo Skeptical Inquirer w księgarni
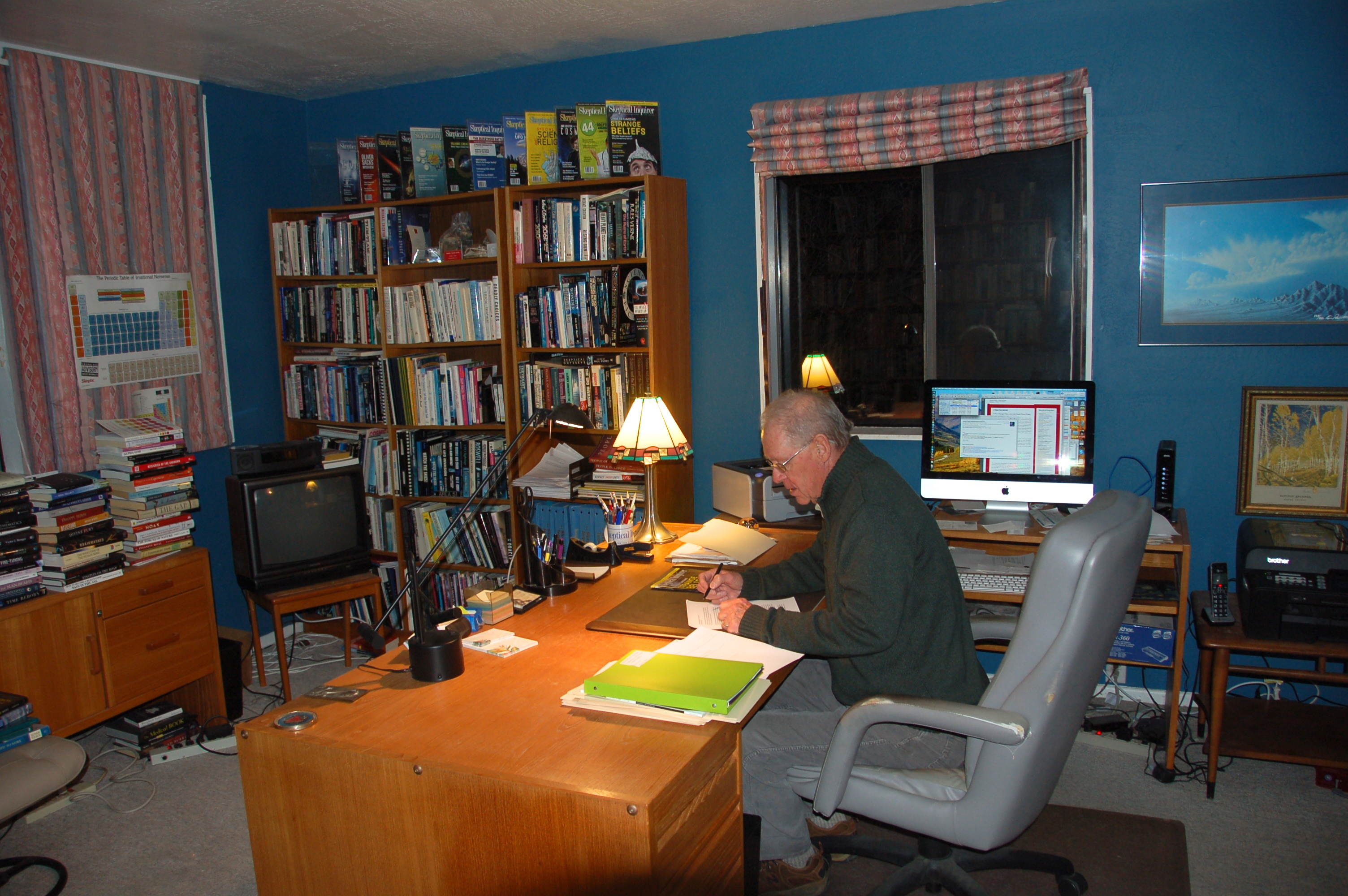
Ken Fraser w biurze, 2015
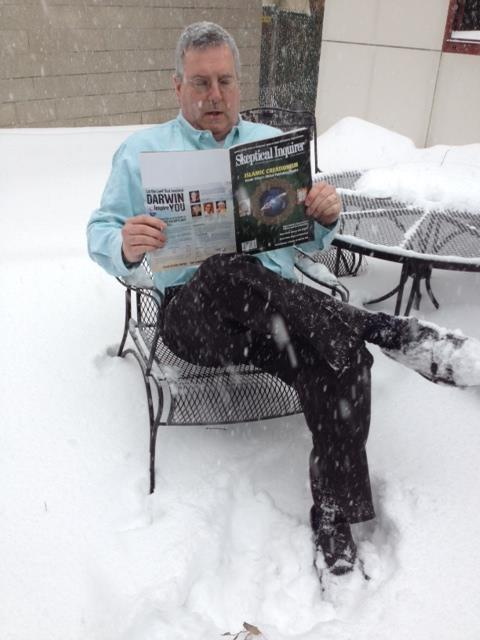
Barry Carr czyta egzemplarz Skeptical Inquirer w siedzibie w Amherst, 2014
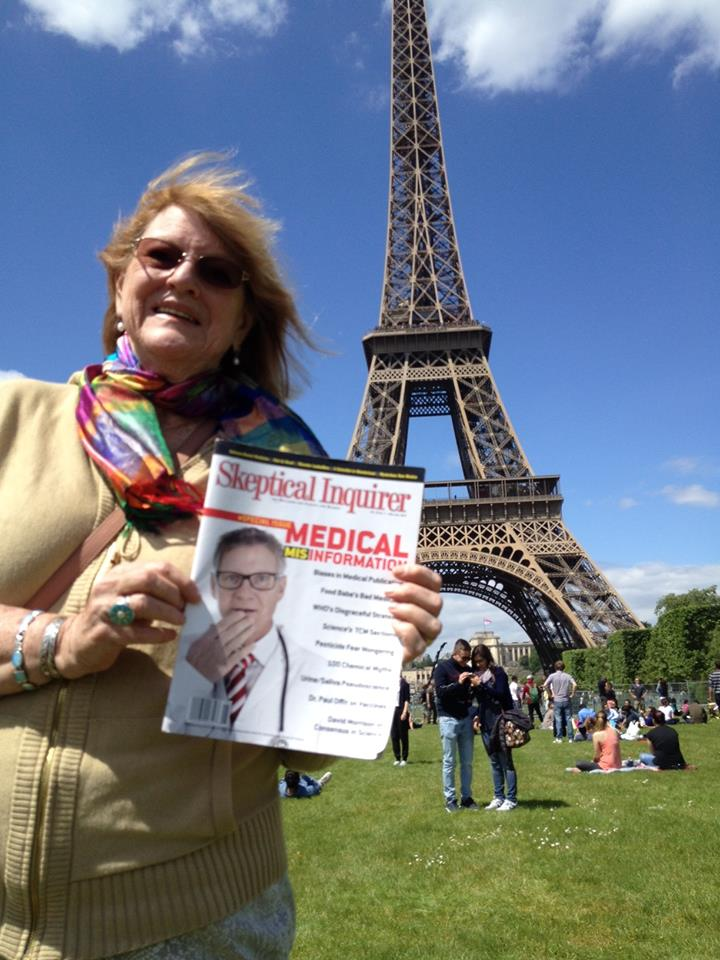
Skeptical Inquirer w Paryżu